# Mathias Gidsel
Mathias Gidsel (Skjern, 1999. február 8. –) olimpiai és világbajnok dán válogatott kézilabdázó, a Füchse Berlin játékosa. 2023-as teljesítményéért a Nemzetközi Kézilabda-szövetség az év legjobbjának választotta.

## Pályafutása
Gidsel 15 éves korában bentlakásos iskolába ment tanulni Ourébe, ahol elkezdett a kézilabdával is komolyabban foglalkozni a helyi csapat, a GOG Håndbold utánpótlás csapataiban. 2017-től kezdett a felnőtt csapatban is lehetőséget kapni, a jobbátlövő pozíció mellett irányítóban is. 2019-ben dán kupagyőztes lett csapatával, 2022-ben pedig megnyerte a dán bajnokságot. Dániában töltött évei alatt szerepelhetett a Bajnokok Ligájában, az EHF-kupában és az Európa-ligában is. 2022-ben lett a német bajnoki bronzérmes Füchse Berlin játékosa. Még azév decemberében bejelentették, hogy szerződését 2028-ig meghosszabbítják.
A válogatottban 2020 novemberében Finnország ellen mutatkozott be. Ezt követően utazhatott a 2021 januári világbajnokságra, ahol 39 góljával a dán válogatott második legeredményesebb játékosaként kulcsszerepe volt a világbajnoki cím elhódításában, az All-Star csapatba is beválasztották. A 2021-re halasztott tokiói olimpián 46 találatot ért el, a dán csapatban a legtöbb akciógólt Gidsel szerezte, és végül ezüstérmet szerzett, valamint megválasztották a torna legértékesebb játékosának. A 2022-es Magyarország és Szlovákia által közösen rendezett Európa-bajnokságon bronzérmes lett, és ismét bekerült az All-Star csapatba. A 2023-as világbajnokságon aranyérmes lett, emellett 60 góljával gólkirály lett és a torna legértékesebb játékosának is megválasztották. A 2024-es Európa-bajnokságon ezüstérmet nyert, illetve Martim Costával megosztva gólkirály lett és az All-Star csapatba is bekerült.
A 2024-es párizsi olimpián a döntőben 11 gólt szerzett, a tornán összesen pedig 62-t, amivel gólkirály lett és a torna legértékesebb játékosának is megválasztották. A 2025-ös világbajnokságon 74 góljával megnyerte a gólkirályi címet és a legértékesebb játékosnak is megválasztották. A Horvátország elleni döntőben 10 gólt szerezve lett a legeredményesebb játékos.

## Sikerei, díjai
- Olimpiai bajnok: 2024
  - ezüstérmes: 2021
- Világbajnokság győztese: 2021, 2023, 2025
- Európa-bajnoki ezüstérmes: 2024
  - bronzérmes: 2022

- Dán bajnokság győztese: 2022
- Dán kupagyőztes: 2019

- IHF Év legjobb férfi kézilabdázója: 2023, 2024[13]
- Világbajnokság legértékesebb játékosa: 2023, 2025
- Világbajnokság gólkirálya: 2023, 2025
- All-Star csapat tagja világbajnokságon: 2021
- All-Star csapat tagja Európa-bajnokságon: 2022, 2024
- Európa-bajnokság gólkirálya: 2024
- Olimpia legértékesebb játékosa: 2021, 2024
- Olimpia gólkirálya: 2024